# 1872年鐵路
此條目列出1872年發生有關鐵路運輸的事件。

## 事件

### 3月
- 3月11日：布里斯托爾港鐵路（英语：Bristol Harbour Railway）通車。

### 4月
- 4月1日：米德蘭鐵路所有列車設立三等坐位。

### 6月
- 6月12日：官設鐵道品川站至橫濱站試通車，是日本第一條鐵路。

### 10月
- 10月10日：外高加索鐵路通車，來往格魯吉亞第比利斯至黑海港口波蒂。
- 10月14日：官設鐵道由品川站延長至新橋站，正式通車。